# Шангитбаев, Куандык Тюлегенович
Куанды́к Тюлеге́нович Шангитба́ев (каз. Қуандық Шаңғытбаев, 21 марта 1925 — 19 февраля 2001, Алма-Ата) — казахстанский и советский поэт, драматург, переводчик, народный писатель Казахстана (1995).

## Биография
Дед поэта — Шангытбай, был богатым и уважаемым человеком, в 1910 г. совершившим хадж в Мекку.
Отец поэта — Толеген Шангитбаев, был арестован в 1937 году как «японский шпион» и, осуждённый на 10 лет, в 1941 г. погиб в одном из лагерей ГУЛАГа под Рыбинском. Родные братья Толегена и его жены Батимы — Жунус Шангытбаев и Сауда Ахметов были расстреляны как «враги народа».
Лишившийся отца 12-летний мальчик, отличник учёбы, был исключен из пионеров. Тем не менее в 1940 году 15-летний Куандык, уже увлеченный поэзией, поступил на факультет филологии Казахского государственного университета (Алма-Ата). Будучи студентом 1 курса, он написал в соавторстве с со своим преподавателем Мауленом Балакаевым (в будущем — членом-корреспондентом АН КазССР) «Учебник казахского языка для III—IV классов», выпущенный в 1941 году и выдержавший несколько переизданий. Свой первый гонорар 16-летний Куандык тайно переправил отцу, находившемуся в ГУЛАГе. С декабря 1941 года Куандыка принимают на работу редактором Казахского объединённого госиздательства («КазОГИЗ»), он совмещает работу с учёбой. В «КазОГИЗе» юноша много переводил с казахского языка на русский, в основном это всевозможные «молнии» военного времени, речи Сталина. Работая в издательстве, он познакомился с известными писателями — Мухтаром Ауэзовым, Касымом Аманжоловым, Габдолом Слановым, Абу Сарсенбаевым и др. В 1942 году вышла в свет первая поэтическая публикация Куандыка — перевод на казахский язык поэмы М. Горького «Девушка и смерть». Главный редактор издательства Бейсембай Кенжебаев поручил К. Шангитбаеву редактирование романа Мухтара Ауэзова «Абай» (первая книга будущей знаменитой эпопеи «Путь Абая»), при этом просил его держать это в тайне, поскольку ЦК компартии Казахстана запрещал издание этого романа как произведения «буржуазно-националистического» толка. Вся работа велась подпольно, 17-летний тогда Куандык тайно проносил корректуру в типографию, ночами вместе с Бейсембаем Кенжебаевым вычитывал гранки, и в 1942 году роман Мухтара Ауэзова «Абай» все-таки вышел в свет. Б.Кенжебаев и К.Шангитбаев совместно написали первую рецензию на книгу, которая была опубликована в центральной республиканской газете «Социалистік Қазақстан». Последствия этой дерзкой публикации не замедлили сказаться: редактора романа Куандыка Шангитбаева отправили в Актюбинскую область в качестве литсекретаря народного акына Нурпеиса Байганина, а главного редактора издательства Бейсенбая Кенжебаева освободили от должности. В защиту юного поэта, сына «врага народа», вступились прогрессивные силы казахского общества, и постановлением Бюро Президиума Казфилиала АН СССР от 12 мая 1943 года за подписью Каныша Имантаевича Сатпаева студента Куандыка Шангитбаева перевели экстерном в аспирантуру по профилю литературы, а Мухтар Ауэзов в том же 1943 году написал предисловие к будущей поэтической книжке 18-летнего поэта. Однако издание её затянулось на два года, в связи с поэмой о Ер Едиге, общетюркском герое времен Золотой Орды. В конце концов поэма подверглась выдирке из книги, но выход книги сына «врага народа» остался под вопросом. В Актюбинске Куандык Шангитбаев, являясь литсекретарём Нурпеиса Байганина, с сентября 1943 года одновременно заведовал кафедрой казахского языка и литературы педагогического института. Тогда же ему сообщили о смерти отца в ГУЛАГе. В стенах Учительского института поэт встретил свою избранницу — Марьям, дочь покойного к тому времени наркома просвещения республики Ильяса Темирбекова. В 1945 году 20-летний Куандык Шангитбаев возвратился в Алма-Ату.
Тогда же вышел первый поэтический сборник Куандыка Шангитбаева «Ар» («Честь») с предисловием Мухтара Ауэзова. Однако после печально известного «ждановского» постановления 1946 года «О журналах „Звезда“ и „Ленинград“» поэт Шангитбаев был обвинён в «буржуазном национализме» и подвергнут травле — республиканские газеты писали о том, что в книге ни разу не упомянуто имя Сталина, возмущались стихотворением «Я — казах», «Литературная газета» писала о том, что поэт «замыкает понятие родины степью». Сначала из книги было изъято предисловие Мухтара Ауэзова, после — уничтожен и весь тираж. Сохранившиеся экземпляры стали библиографической редкостью. Куандыка никуда не принимали на работу, стихи его не публиковались. Он снова уехал в Актюбинск, не сразу устроился на работу в областную газету «Социалистик жол» (1947—1951). В эти же годы работал над переводом «Евгения Онегина» Пушкина (по совету Мухтара Ауэзова), что спасло его от возможного ареста.
Преследуемый «активистами», нашёл наконец пристанище в качестве корреспондента в русской редакции областной газеты «Актюбинская правда» (1951—1955), вскоре стал заведующим отделом культуры. После смерти Сталина в 1955 году Куандыка Шангитбаева снова пригласили в столицу, на работу в Союз писателей Казахстана консультантом по литературной критике. В 1957—1959 гг. — главный редактор журнала «Жұлдыз» («Звезда»), в 1959—1961 гг. — главный редактор газеты «Қазақ әдебиеті» («Казахская литература»). Работал главным редактором киностудии «Казахфильм», Казахского радио.
Скончался 19 февраля 2001 года, похоронен на Кенсайском кладбище.

## Творчество
Вторая поэтическая книга Куандыка Шангитбаева «Аққу әні» («Песня лебедей») увидела свет только через 23 года после первой — в 1965 году. Книга снискала всеобщее признание своей глубокой лиричностью, отточенностью формы, богатейшей лексикой. Все эти годы, годы «забвения», поэт много и плодотворно работает в области литературного перевода.
Вершиной этого труда явился перевод на казахский язык гениального творения Пушкина — «Евгения Онегина». Первый перевод этого романа в стихах Шангитбаев осуществил в 1949 году, второму переводу, изданному в 1985 году, было посвящено ещё 36 лет. Ценность перевода Куандыка Шангитбаева — в сохранности сложной «онегинской строфы», изобретенной Пушкиным для своего романа, с её системой перекрёстной, парной и опоясывающей рифмовки в катренах каждого сонета. Сохранить «онегинскую строфу» при переводе на язык совершенно иной, тюркской, системы, максимально приблизив при этом лексический запас к оригиналу, — было едва ли не литературным подвигом. За что поэт и был удостоен Диплома Пушкинского дома.
Перевёл на казахский язык рубаи Омара Хайяма, впервые изданные в 1964 году, а также произведения Лермонтова, Гёте, Гейне, Бёрнса, Хафиза и других поэтов Востока и Запада.
Написал несколько пьес, самая популярная из которых — комическая пьеса в стихах «Беу, қыздар-ай!» («Ох уж эти девушки!»; в соавторстве с Канабеком Байсеитовым), перевёденная на русский, узбекский, киргизский, татарский, туркменский, каракалпакский, уйгурский, корейский языки и с 1960 года по сей день не сходящая со сцен театров. В 1964 году написал либретто к первой казахской комической опере «Айсұлу» (композитор — Сыдык Мухамеджанов). Первая казахская оратория этого же композитора «Ғасырлар ұні» («Голос веков»), написанная на стихи Куандыка Шангитбаева, впервые прозвучала в Москве в 1960 году — она была написана на основе народных песен, традиционной национальной культуры. Поэтом написаны также слова более чем к ста песням.
Куандыком Шангитбаевым были изданы ещё несколько считанных оригинальных поэтических книг («Арма, республикам!», «Лирика», «Жыл құсы» («Перелётные птицы»), «Сарша тамыз», «Гүл толқыны»), ставших классикой казахской поэзии.
В 1995 г. вышла в свет его последняя (при жизни) книга «Махаббат пен ғадауат» («Любовь и коварство»).

### Избранные публикации на русском языке
- Зверев Н., Мацкевич О., Шангитбаев К. Полвека созидания. — Алма-Ата: Казахстан, 1967. — 399 с. — 10 000 экз.
- Шангитбаев К. Стихи / Пер. с каз. — Алма-Ата: Жазушы, 1965. — 74 с. — 2250 экз.

## Награды
- Народный писатель Казахстана (1995)
- Медаль «За трудовое отличие» (3 января 1959) — за выдающиеся заслуги в развитии казахского искусства и литературы и в связи с декадой казахского искусства и литературы в гор. Москве
- Почётные грамоты Верховного Совета Казахской ССР
- Медали

## Память
Именем К. Шангитбаева названы улицы в городах Алматы и Актобе, школа в посёлке Карабутак.
В 2003 году в г. Алматы, на кладбище Кенсай установлен надгробный памятник и мемориальный комплекс Куандыку Шангитбаеву.
В 2013 году в г. Актобе открыт памятник Куандыку Шангитбаеву и Тахави Ахтанову — двум друзьям, двум народным писателям Казахстана.